# Critical Mass (Aktionsform)

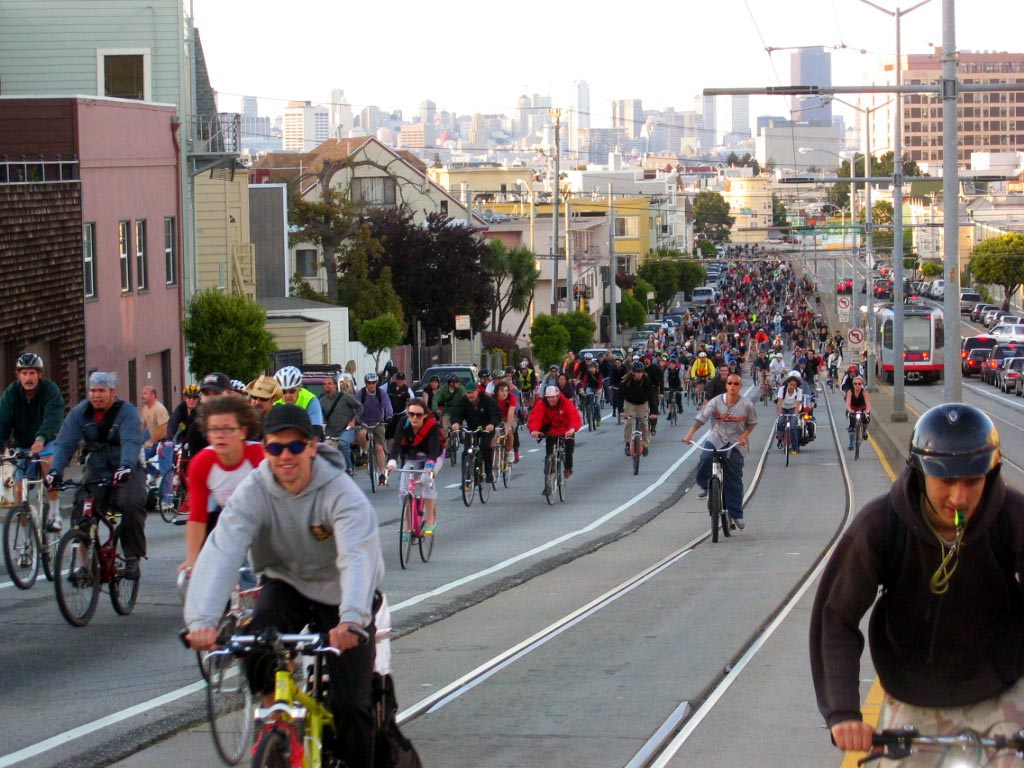
Critical Mass in San Francisco (2005)

Critical Mass (engl. für „kritische Masse“, CM) ist eine weltweite Bewegung, bei der sich mehrere nicht motorisierte Verkehrsteilnehmer (hauptsächlich Radfahrer) scheinbar zufällig und unorganisiert treffen, um mit gemeinsamen und unhierarchischen Fahrten durch Innenstädte, ihrer bloßen Menge und dem konzentrierten Auftreten von Fahrrädern auf den Radverkehr als Form des Individualverkehrs aufmerksam zu machen.

## Entstehung und Grundzüge

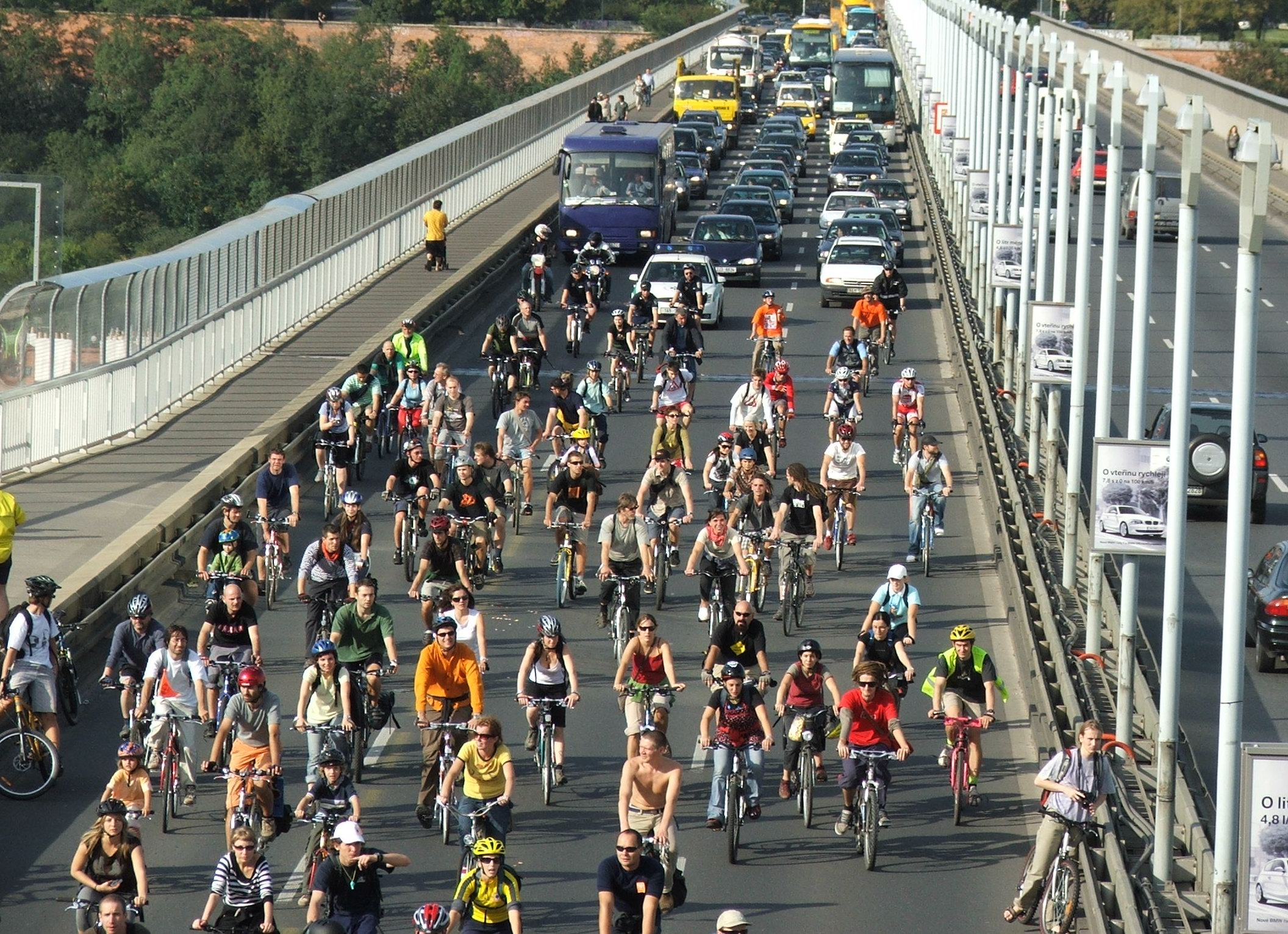
Critical Mass in Prag (2007)

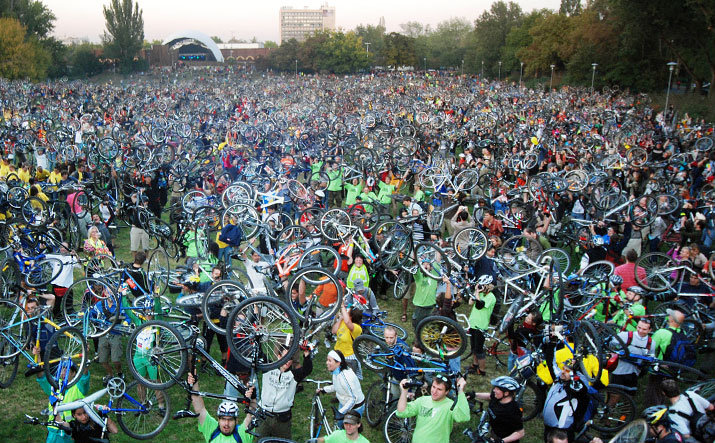
Critical Mass in Budapest (2007)

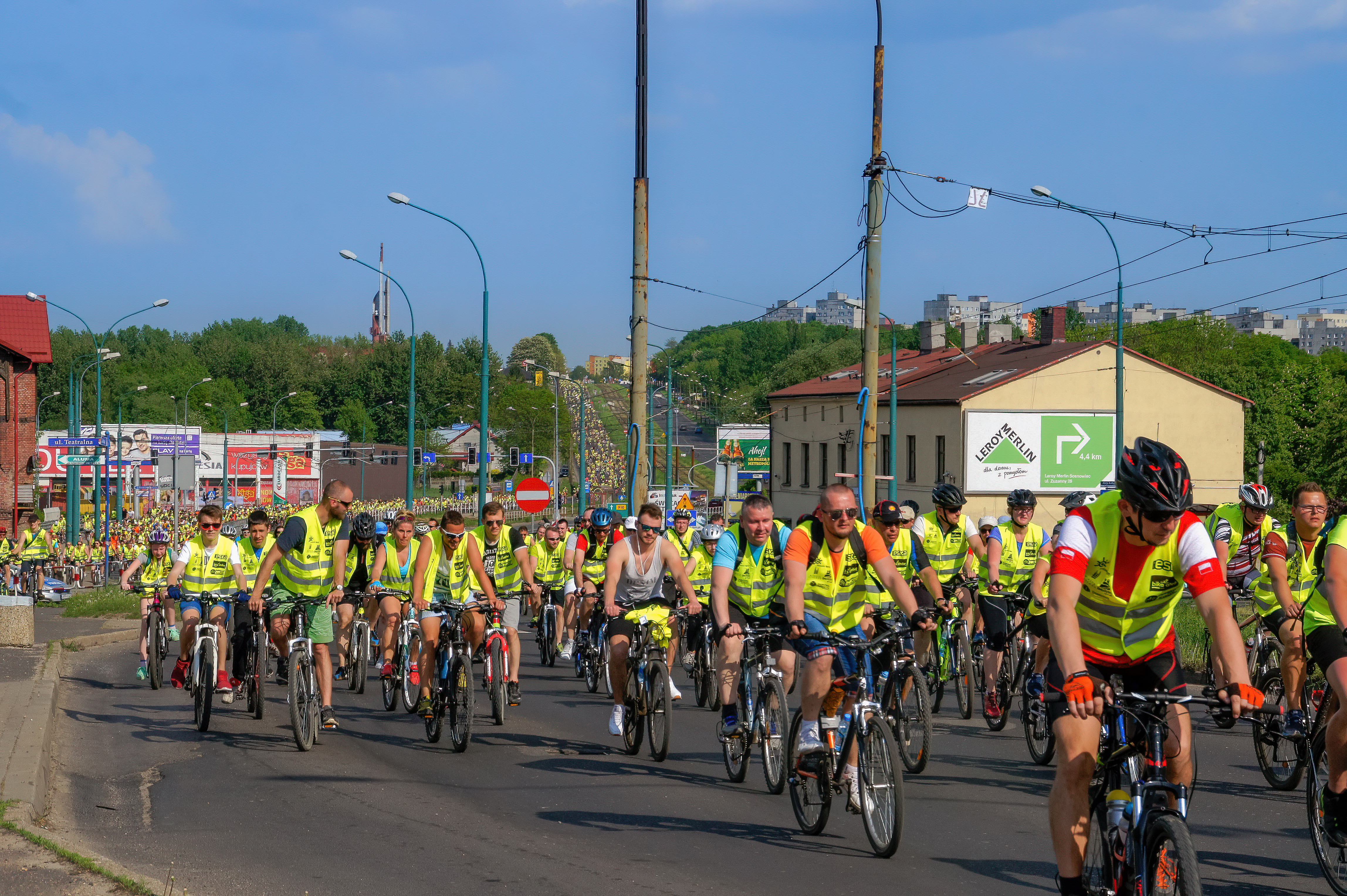
Critical Mass in Sosnowiec, Polen (2018)

Die erste „Critical Mass“ genannte Aktion fand im September 1992 in San Francisco statt. Die erste deutsche Critical Mass wurde im September 1997 in Berlin gefahren. Seitdem treffen sich Radfahrer weltweit mehr oder weniger regelmäßig zu gemeinsamen Fahrten durch die Städte. Von Stadt zu Stadt gibt es verschiedene Umgangsweisen mit Verkehrsregeln, Autos und der Polizei. Eine Critical Mass hat keinen Verantwortlichen und keine zentrale Organisation (lediglich einen Urheber): Critical-Mass-Aktionen entstehen, wenn irgendeine Person via Internet, Plakate, Mundpropaganda oder einen ähnlichen Kanal zu einer gemeinsamen Fahrt aufruft und damit Ort und Zeitpunkt bekanntgibt. Wenn sich daraufhin genügend Menschen einfinden, um gemeinsam zu fahren, findet die CM statt.
Der Begriff „Critical Mass“ stammt aus dem Dokumentarfilm Return of the Scorcher (1992) von Ted White. Dieser erzählt von der bike culture in China und den Niederlanden im Vergleich zu jener in den USA. Im Film beobachtete George Bliss das Verhalten von motorisierten Zweirad- und Fahrradfahrern in China, die Kreuzungen ohne Ampeln problemlos zu überqueren verstanden. Aus seinen Beobachtungen geht hervor, dass sich der Verkehr solange an diesen Kreuzungen staut, bis er eine critical mass erreicht hat, bei der er sich über die Kreuzung drängt und so den kreuzenden Verkehr zum Anhalten zwingt. An diesen Begriff der „Kritischen Masse“ ist der Name der Bewegung angelehnt.
Eng verbunden mit der Critical-Mass-Bewegung sind Fahrrad-Selbsthilfewerkstätten, sogenannte Bikekitchens (engl., dt. sinngemäß „Fahrradküchen“) in den jeweiligen Städten. Dort werden Freakbikes gebaut, die auf den Critical-Mass-Fahrten besondere Aufmerksamkeit erregen. In Deutschland unterstützt der ADFC in vielen Städten die Fahrten durch Werbung und Teilnahme.
Critical Mass Rides finden meist einmal im Monat (oft am letzten Freitag im Monat), aber auch zu verschiedenen Anlässen wie Demonstrationen, Reclaim-the-Streets-Partys oder verschiedenen Aktionstagen sowie zu verschiedenen politischen wie sozialen Themen statt. 
Teils werden auf der Route die Orte der jeweiligen Stadt angefahren, an denen im Monat zuvor ein Fahrradfahrer im Straßenverkehr getötet wurde. Gelegentlich stellen die Teilnehmer dort ein Ghostbike auf.
Ein Markenzeichen der Critical Mass ist das sogenannte Bike-Up, bei dem die Teilnehmer ihr Fahrrad über Kopf nach oben heben. Meist wird dies vor der Abfahrt und/oder am Ziel praktiziert, wobei es aber nicht in allen Städten bzw. vielerorts nicht bei jeder Veranstaltung üblich ist.

## Besondere Critical-Mass-Ereignisse

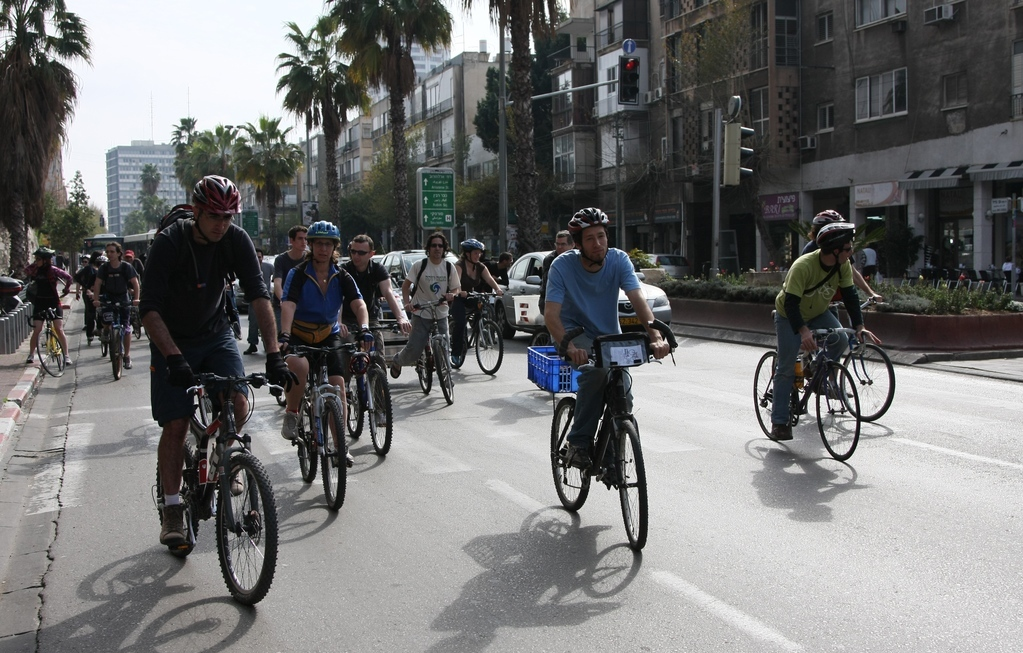
Critical Mass in Tel Aviv (2008)

Zu einer der bisher größten Critical-Mass-Fahrten kam es Ende August 2004 in New York. Mehrere Tausend Teilnehmer protestierten mit ihrer Fahrradtour gegen den Parteitag der Republikaner und US-Präsident George W. Bush. Im Verlauf dieser CM wurden fast 400 Personen festgenommen, hunderte Räder konfisziert und ganze Straßenzüge für Fahrräder gesperrt.
Von 2004 bis 2014 gab es auch in Budapest zweimal im Jahr einen Critical-Mass-Fahrradumzug. Nachdem zu Beginn nur einige hundert Radler teilgenommen hatten, fuhren auf der Veranstaltung vom 22. April 2007 rund 50.000 Menschen durch die Budapester Innenstadt, am 20. April 2008 waren es schon 80.000. Die letzte Veranstaltung in Budapest fand 2013 statt mit rund 100.000 Teilnehmern. Damit war die ungarische Veranstaltung die weltgrößte dieser Art. Auch in der ungarischen Stadt Pécs findet zweimal jährlich eine Critical-Mass-Veranstaltung statt. Über 1000 Aktivisten demonstrierten hier im Frühjahr 2008 für eine radfahrergerechte Verkehrsführung.
Bei den seit 2001 in zahlreichen Städten auf der ganzen Welt oft im Zusammenhang mit Critical-Mass-Rundfahrten veranstalteten World Naked Bike Rides wird mehr oder weniger ohne Bekleidung mitgefahren; der größte „Ride“ in diesem Zusammenhang findet jeweils in London statt, die Gründungsstadt ist Saragossa in Spanien.

### Kidical Mass
Bei einer Kidical-Mass-Fahrt (Kofferwort aus kid, engl. Kind und Critical Mass) (KM) fahren möglichst viele Kinder und Jugendliche mit, als Passagiere in Fahrradanhängern, Lastenrädern, Nachläuferrädern oder selbständig auf Lauf- oder Pedal-Fahrrad. Auch Tretroller/Scooter werden genutzt. Das Tempo ist angepasst langsam. Für besonders langsame Kleine kann zwischendurch Mitnahme auf Transporträdern oder eine Abkürzungsstrecke nötig sein. Im Gegensatz zur Critical Mass sind Kidical Mass in der Regel angemeldete Demonstrationen mit festen Routen und politischen Forderungen.

## Critical Mass im deutschen Sprachraum

### Deutschland
Mehr als 15 Radfahrende können nach § 27 StVO einen „geschlossenen Verband“ bilden, welcher allerdings für andere Verkehrsteilnehmende deutlich als solcher erkennbar sein muss. Für diesen Verband gelten sinngemäß die Verkehrsregeln eines einzelnen Fahrzeugs und er hat z. B. – als wäre er etwa ein Sattelzug – in einem Zug über eine Kreuzung mit Ampel zu fahren, selbst wenn diese zwischenzeitlich auf Rot umschaltet. Dies wurde 1989 durch ein Urteil des Landgerichts Verden bestätigt. Für Teile eines „geschlossenen Verbands“ gilt zudem auch nicht eine ausnahmsweise angeordnete Radwegbenutzungspflicht nach § 2 Abs. 4 StVO: Sie dürfen z. B. auch auf der Fahrbahn zu zweit nebeneinander fahren. Damit keine Kraftfahrzeuge aus querenden Straßen sich in diesen Konvoi einfädeln, werden diese durch Teilnehmer abgesperrt. Dieses symbolische Absperren des Querverkehrs durch Teilnehmer wird „corken“ genannt, nach engl. cork für Kork(stoppel) zum Verschließen einer Glasflasche.

#### Berlin
Die erste deutsche Critical Mass wurde im September 1997 in Berlin ins Leben gerufen. Anfangs nahmen nur zehn bis 20 Fahrer teil. Nach einem halben Jahr waren es schon circa 400 bis 500 Menschen, die regelmäßig gemeinsam fuhren. Nach einer Pause finden in Berlin seit Dezember 2006 wieder regelmäßig Fahrten statt. Seit 2011 wird am letzten Freitag im Monat gefahren, mit 550 (November 2017) bis 3000 (Juli 2017) Teilnehmern.

#### Hamburg

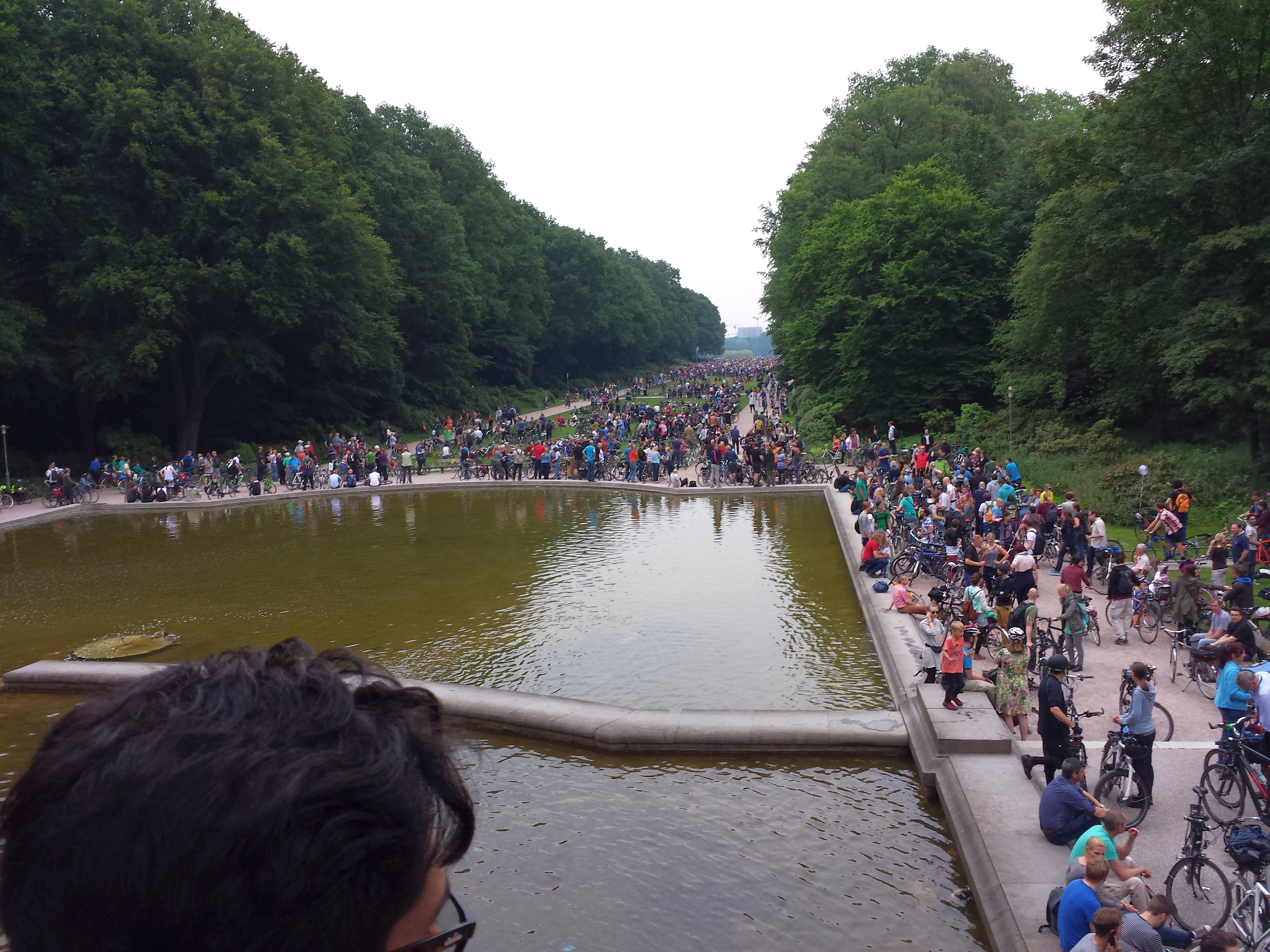
Critical-Mass-Treffen in Hamburg am Planetarium (Juni 2015)

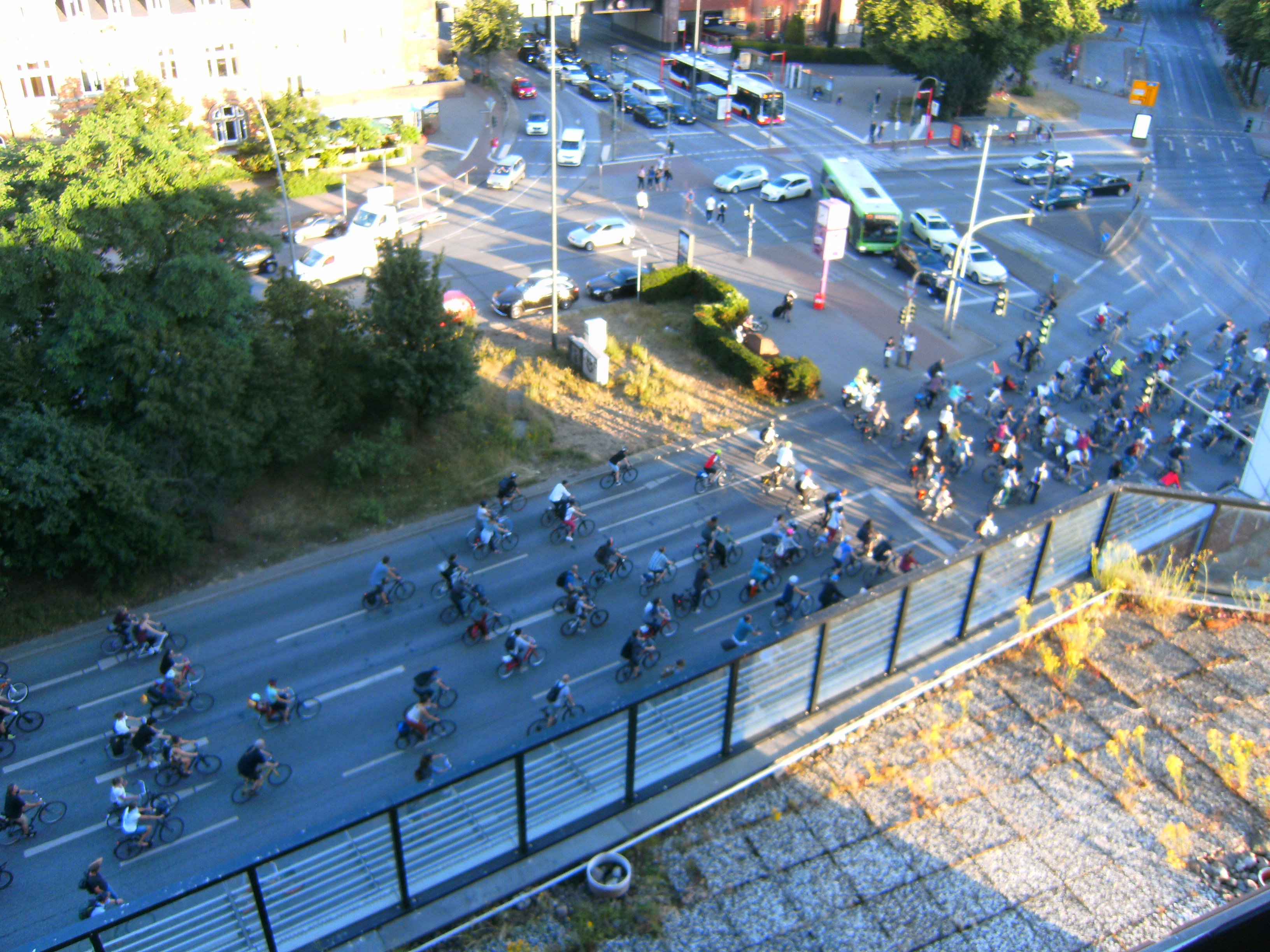
Hamburg, Critical Mass Hamburg am 28. Juni 2019: Fahrräder auf der Hamburger Straße, weiter zum Mundsburger Damm, stadteinwärts

Die Critical Mass in Hamburg findet regelmäßig am letzten Freitag im Monat statt. Startpunkt ist immer der Endpunkt der vorangegangenen Tour. Im Juli 2009 trafen sich etwa 250 Radfahrer; im Sommer 2012 waren es über 1500, am 30. August 2013 wurden schon 3252 gezählt, am 30. Mai 2014 waren es 5155 und am 26. Mai 2015 etwa 4000 Fahrräder. Die Critical Mass Hamburg fiel im März 2020, wegen der Verfügung der Behörde für Gesundheit und Verbraucherschutz vom 15. März 2020 zum Schutz vor der Corona-Virus-Pandemie, aus.
Nach der Corona-Virus-Pandemie haben sich die Teilnehmerzahlen schnell wieder erholt und liegen in den Sommermonaten in der Regel bei ca. 2000–3000 Teilnehmern.
Bis Ende 2018 fanden in Hamburg weitere Critical Mass Veranstaltungen in Altona, Bergedorf und Hamburg-Harburg statt, aber diese wurden wegen mangelnder Beteiligung wieder eingestellt.

#### Nürnberg
In Nürnberg findet die Critical Mass immer am letzten Freitag im Monat ab 18 Uhr statt. Im Jahr 2018 beteiligten sich im Schnitt rund 1.500 Menschen. Im April 2014 nahmen rund 450 Radler teil; im April 2018 sowie April 2019 waren es jeweils rund 2.600 Teilnehmende.
Mit der Bezugnahme auf Gefahren durch das Corona-Virus wurde von der Stadt Nürnberg angekündigt, die Critical Mass zukünftig zu unterbinden, sofern diese Veranstaltung/Demo nicht ordnungsgemäß angemeldet werde. Am 31. Juli 2020 wurde versucht die Critical Mass durch Polizeieinsätze zu verhindern, Streifenwagen blockierten Wege und Straßen, einzelnen Teilnehmern wurde von Polizeibeamten die Luft aus den Reifen gelassen, um diese an der Teilnahme zu hindern. Dennoch fuhr auch an diesem Termin eine kleine Gruppe ungehindert ihre Radtour.

#### Stuttgart
Die Critical Mass Stuttgart findet am 1. Freitag jeden Monats um 18:30 statt und startet am Feuersee. Zwischen 2013 und 2019 hatte diese eine Gesamt-Teilnehmeranzahl von 51.203. Ihr Ziel ist es zu zeigen, wie selbstverständlich die Teilnahme von Radfahrern im Stuttgarter Straßenverkehr sein kann, würden die Stadt und Autofahrer sich mehr um die Sicherheit von Radfahrern kümmern.

### Österreich
In Österreich gibt es in Wien nach langjähriger Pause (als CM erstmals nachweisbar ab 30. April 1999) seit März 2006. wieder jeden dritten Freitag im Monat eine CM, die zwischen 2007 und 2010 häufig um die 400 Teilnehmer erreichten. 2009 fand die bis dahin größte Critical Mass am 19. Juni mit über 600 Teilnehmern statt. Im Verlauf des Jahres 2011 wuchs die „kritische Masse“ bei mehreren Anlässen auf 600 (Mai), 800 (Juni) und schließlich 950 (September) Teilnehmer an. Beim Frühlingsauftakt 2012 im März radelten bereits zwischen 800 und 1.200 Personen mit. Die Polizei toleriert die unangemeldeten Veranstaltungen in der Regel und begleitet diese mit mehreren Motor- und teilweise auch Fahrradstreifen. Bei kleineren Anlässen (etwa im Winter, z. B. Dezember 2011) zog sie teilweise frühzeitig ab. Bei besonders massiven Zusammenkünften, die auf spontanen Routen mehrere Kfz-Hauptverkehrsadern beruhigten, setzte die Polizei mitunter auch einen Hubschrauber des Innenministeriums ein, wie etwa im September 2011 oder im März 2012. In der Wiener Bikekitchen wurden zu CM-Fahrten auch schon Fahrräder dekoriert und verschiedene Gruppen von Radfahrern einheitlich maskiert (CM Wien am 21. September 2012). Diese Fahrt führte anlässlich des „autofreien Tags“ auch über ein Stück Autobahn.
Seit 2007 finden in Graz und Linz monatliche Critical-Mass-Fahrten statt, im Herbst 2008 stießen auch Innsbruck, Salzburg, Feldkirch und Wiener Neustadt dazu. In Linz findet die Critical Mass immer am letzten Freitag des Monats mit Start am Linzer Hauptplatz statt. Salzburg startet am selben Tag um 17 Uhr im Kurpark vor dem Kongresshaus, auch Graz fährt am letzten Freitag, mit Treffpunkt am Südtiroler Platz neben dem Kunsthaus um 16.30 Uhr. In Innsbruck startet die Critical Mass bei der Annasäule (Maria-Theresien-Straße) um 18.00 Uhr ebenfalls am letzten Freitag im Monat.
Auch in Graz findet seit einigen Jahren die CM-Fahrt im Juni als Naked Bike Ride statt, zuletzt am 24. Juni 2016. Der Protest richtet sich ernsthaft gegen Luftverschmutzung durch motorisierten Verkehr und demonstriert die Verletzlichkeit des menschlichen Körpers, insbesondere von Radfahrern im Straßenverkehr.
Die Grazer Geisterräder wurden bis dato (Mai 2015) durchwegs von Aktivisten in der Fahrradküche hergestellt, per selbstgebautem Radanhänger oder Koppeln der Gabel an ein Fahrrad im Zuge einer CM an den Unfallort gebracht und nahebei aufgestellt. Das GB am Ferdinand Porscheplatz durfte Dezember 2015 auf dem Privatgrund des EKZ Murpark auf Parkplatz-Begleitgrün aufgestellt werden, musste jedoch (wie vereinbart) nach wenigen Wochen wieder abgebaut werden. Der Abtransport erfolgte durch einen Inline-Skater mittels Tieflade-Einkaufswagen eines Baumarkts.
Fahrten in Graz werden in der Regel von Musik begleitet. Häufig dabei ist ein blaues, etwa 50 Liter großes Musikfass, Selbstbau der Fahrradküche, aus einem Polyethylenfass, in dessen Deckel ein Lautsprecher von etwa 25 cm Durchmesser eingearbeitet ist. Die Musikstücke sind vorprogrammiert, digital gespeichert, Verstärker und Batterie liegen in der Box. Das Fass wird vorteilhaft liegend auf dem Gepäckträger eines Rads mit kleinem Hinterrad oder einem Lastenrad mit Ladefläche verzurrt. Dieses Soundmobil hat auch einmal eine Fahrt des Cityskating begleitet. Seit etwa 2015 begleitet wiederholt Live-Musik die Grazer CM. Einerseits eine 3er-Gruppe, die Freak Bike Youngsters (FBY) die basierend auf einem Lastendreirad plus Kinderanhänger-Chassis musiziert, die auch bei Straßenfesten, wie dem Lendwirbel auftritt und deren Lastenradfahrer selbst ein über Lenker und Frontbox montiertes Didgeridoo spielt. Andererseits auf mehrere Lastenräder geladene Musiker, wie jene von Masala Brass Band am 27. Mai 2016. Von dieser Fahrt mit insgesamt 254 Teilnehmern machte Rainer Maichin Tonaufnahmen mit Interviews für die Nachhaltigkeitssendung „morgen“ bei Radio Helsinki.
Seit Sommer 2018 findet die Critical Mass regelmäßig auch in Klagenfurt statt. Jeden ersten Donnerstag im Monat treffen sich die Radfahrer um 18:00 Uhr beim Lindwurmbrunnen am Klagenfurter Neuen Platz.
Wegen der Ausgangsbeschränkungen und der Distanzierung im Zuge der COVID-19-Pandemie sind die CMs ab Mitte März und bis Mitte Mai 2020 ausgefallen.

### Schweiz
In der Schweiz darf man bei dichtem Fahrradverkehr oder in einem Verband, bestehend aus mehr als 10 Personen, zu zweit nebeneinander fahren.
In verschiedenen Schweizer Städten findet regelmäßig eine Critical Mass statt, unter anderem in Bern, Zürich, Genf, Winterthur, Basel, Luzern, Frauenfeld, Biel/Bienne, Freiburg, Lausanne und Schaffhausen. Die größten Critical Masses in der Schweiz finden jeweils in Genf und Zürich statt.

#### Genf
Im August 2021 hat die Polizei bei der Critical Mass in Genf einzelne Teilnehmende gebüßt, weil sie gegen das Strassenverkehrsgesetz verstoßen hätten. Einige davon haben Rechtsmittel eingelegt. 2023 verurteilte das Bundesgericht vier Angeklagte zu Geldbussen, nicht aber wegen ihrer Teilnahme an der Demonstration, sondern wegen Verstößen gegen das Strassenverkehrsgesetz.

#### Zürich
Die erste Critical Mass in Zürich hat spätestens 1997 stattgefunden, wie aus einer Publikation zum fünfjährigen Bestehen der Critical Mass in San Francisco hervorgeht. Spätestens seit Ende 2018 findet jeden letzten Freitag im Monat eine Critical Mass statt und im Jahr 2019 wurde ein starker Zuwachs an Teilnehmern verzeichnet. Ab Sommer 2019 wurden mehrmals zwischen 900 und 1000 Teilnehmer erreicht. Am Freitag, 28. Mai 2021 sollen es sogar knapp 10'000 gewesen sein. Am 25. Juni waren es abermals 4000 bis 5000 Teilnehmer. Diese teilten sich in mehrere Gruppen auf, um die Störung des Öffentlichen Verkehrs zu reduzieren.
Im Juli 2023 wurde eine Bewilligungspflicht von der Stadt eingeführt. Am 28. Juli 2023 fand die Critical Mass dennoch ohne Bewilligung statt, da niemand eine solche einreichte. Am 22. März 2024 gab es eine (bewilligte) Velodemo mit mehreren tausend Teilnehmenden. Es wurde gegen die Repression bei der Critical Mass demonstriert.

## Vélorution in Frankreich
In Frankreich ist die Bewegung hauptsächlich unter dem Namen Vélorution bekannt, die direkte französische Übersetzung Masse critique wird seltener benutzt.
Der Name ist ein Anagramm aus dem Wort revolution, bei dem die Buchstaben R, V und L einmal nach links rotiert sind, so dass das Wort mit vélo beginnt (frz. für Fahrrad). In vielen französischen Städten gibt es Vereine oder lose Gruppierungen unter diesem Namen, die hauptsächlich Fahrraddemos organisieren.

Außerdem wird der Begriff Vélorution als Beschreibung eines großen Fortschritts in der Nutzung des Fahrrads als Verkehrsmittel verwendet, wie etwa die Erweiterung des kostenlosen Fahrradverleihs oder für kooperative Fahrradwerkstätten.
Der Ursprung des Begriffs ist umstritten. Er wird häufig auf Aguigui Mouna zurückgeführt, der während des Wahlkampfs zur französischen Präsidentschaftswahl 1974 in Paris einen Schein-Wahlkampf auf dem Fahrrad mit der Parole (frz.) „Je suis un cyclodidacte, la vélorution est en marche“ bestritt.

## Debatte zur Mobilitätswende

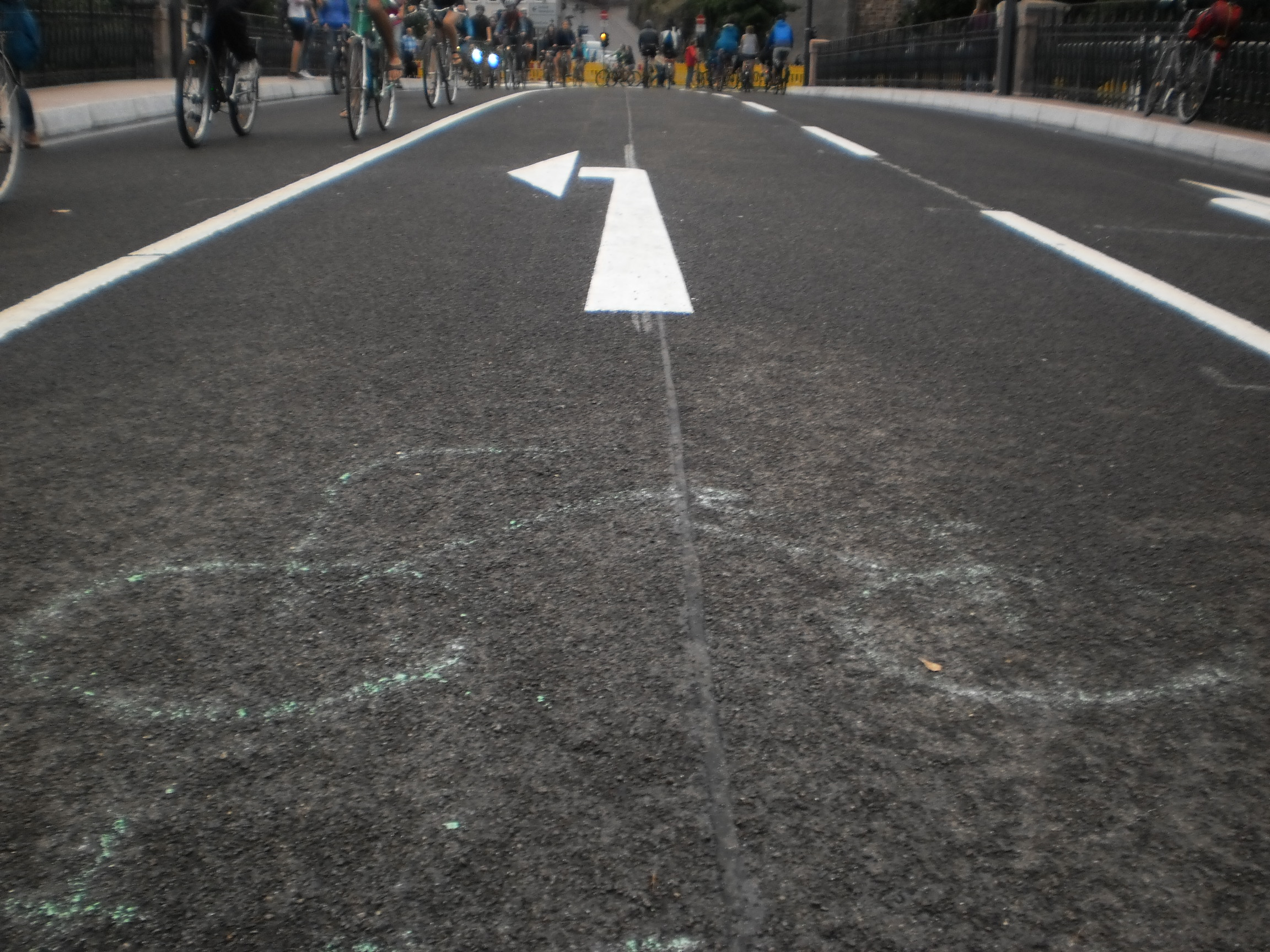
Critical Mass auf der Weidenhäuser Brücke mit aufgemaltem Fahrradsymbol auf der Fahrbahn

Teilnehmern einer Critical Mass geht es darum, an einer „Fahrradtour durch die Stadt“ teilzunehmen oder „ein Stück Hauptstadtkultur“ zu erfahren. Durch das massenhafte Zusammenkommen sehen sich Teilnehmer bestärkt, sich außerhalb dieser Aktionsform auf verschiedenen Ebenen für eine Verkehrswende einzusetzen und laut der Zeit die weltweite Bewegung zu nutzen, „um mit dem Druck der Straße mehr Rechte für Radfahrer und vor allem eine bessere Infrastruktur und mehr Platz einzufordern“. Eine Critical Mass führe demnach zur grundsätzlichen „Frage, ob öffentlicher Raum nicht dem Verkehr entzogen und ganz anders genutzt werden sollte.“
Am 27. Dezember 2019 sind 17 Teilnehmer im Rahmen eines Critical Mass Fahrradverbands in Krefeld nach Auflösung durch die Polizei für eine Ausweiskontrolle festgehalten worden. Zum Ende der bereits aufgelösten Verbandsaktion wurde von der Polizei an alle 17 Teilnehmer der Vorwurf eröffnet, man habe gegen das Versammlungsgesetz verstoßen und es werde ein Strafverfahren gegen alle Teilnehmer durch die Staatsanwaltschaft eingeleitet.